# 모니카 푸이그
모니카 푸이그 마르찬(스페인어: Mónica Puig Marchán, 1993년 9월 27일~)은 푸에르토리코의 프로 테니스 선수이다. 2016년 하계 올림픽 여자 단식에서 금메달을 획득하여 최초로 올림픽 금메달을 획득한 푸에르토리코 선수가 되었다.

## 같이 보기
- 올림픽 푸에르토리코 선수단